# Almakerék
Almakerék (románul Mălâncrav, németül Malmkrog, szászul Malemkref) falu Romániában, Szeben megyében. Közigazgatásilag Szászszentlászló községhez tartozik.

## Nevének eredete
Magyar neve az alma és az 'erdő' jelentésű kerék szavak összetételéből való. Először 1305-ben Almakereke, majd 1309-ben Almakerek alakban említették.

## Fekvése
Segesvártól 32 km-re délnyugatra, Szászszentlászlótól 12 km-re délre fekszik.

## Népesség
Lakóinak száma az 1850-es első népszámlálást követő százötven évben nem változott jelentősen, de szász lakóinak többsége a 20. század végén elhagyta.
- 1850-ben 1090 lakosából 671 volt szász, 304 román, 104 cigány és tíz magyar nemzetiségű; 669 evangélikus, 408 ortodox és tizenhárom római katolikus vallású.
- 2002-ben 1027 lakosából 560 volt román, 291 cigány, 167 német és kilenc magyar nemzetiségű; 637 ortodox, 206 pünkösdi, 155 evangélikus, 22 evangéliumi keresztény és 12 adventista vallású.

## Története
Első említésekor, 1305-ben már Apa fia Gegös (Gegus) és testvérei osztozkodásában szerepelt, ezután 470 évig az Apafi család birtokközpontja volt. Az Apafiak Almakerékre vonatkozó tulajdonjogát 1340-ben a hét szász szék gyűlése is elismerte, és a falu a család temetkezési helyévé is vált. Itt temették el I. és II. Apafi Mihályt, Bornemissza Annát és Bethlen Katát is – hamvaikat 1916-ban a kolozsvári Farkas utcai református templomba vitték. Fehér, majd Felső-Fehér vármegyéhez tartozott. Szász evangélikus egyháza 1766-ban 168 férfit és 170 asszonyt számlált, 1753-ban pedig katolikusok is lakták. 1759-ben országos vásár tartására nyert kiváltságot. 1775-ben hosszú per után a Bethlen család kapta meg. 1820-ban a Bethlen Ádámnak, Dánielnek és Györgynek szolgáló 143 jobbágy és 27 zsellér családfő többsége szász volt, ötvennyolcan közülük román családnevet viseltek. 1848-ban a felkelő parasztok tönkretették az uradalmi épületeket. Ekkor a templomon és a kúrián kívül még csupán egy kőépület állt benne. A lakók a jobbágyfelszabadítás után építettek maguknak kőházakat, és 1900-ban házai 76%-a már kőből épült. 1876-ban Nagy-Küküllő vármegyéhez csatolták. 1896-ban kisközségből nagyközséggé alakult. 1900 körül a Haller és az Ugron családnak volt benne nagyobb birtoka. A Haller-birtokot a község 1918-ban megvásárolta. 1948–49-ben 112 márpodi román család települt be, a század második felében pedig több román család érkezett Révkolostorról.

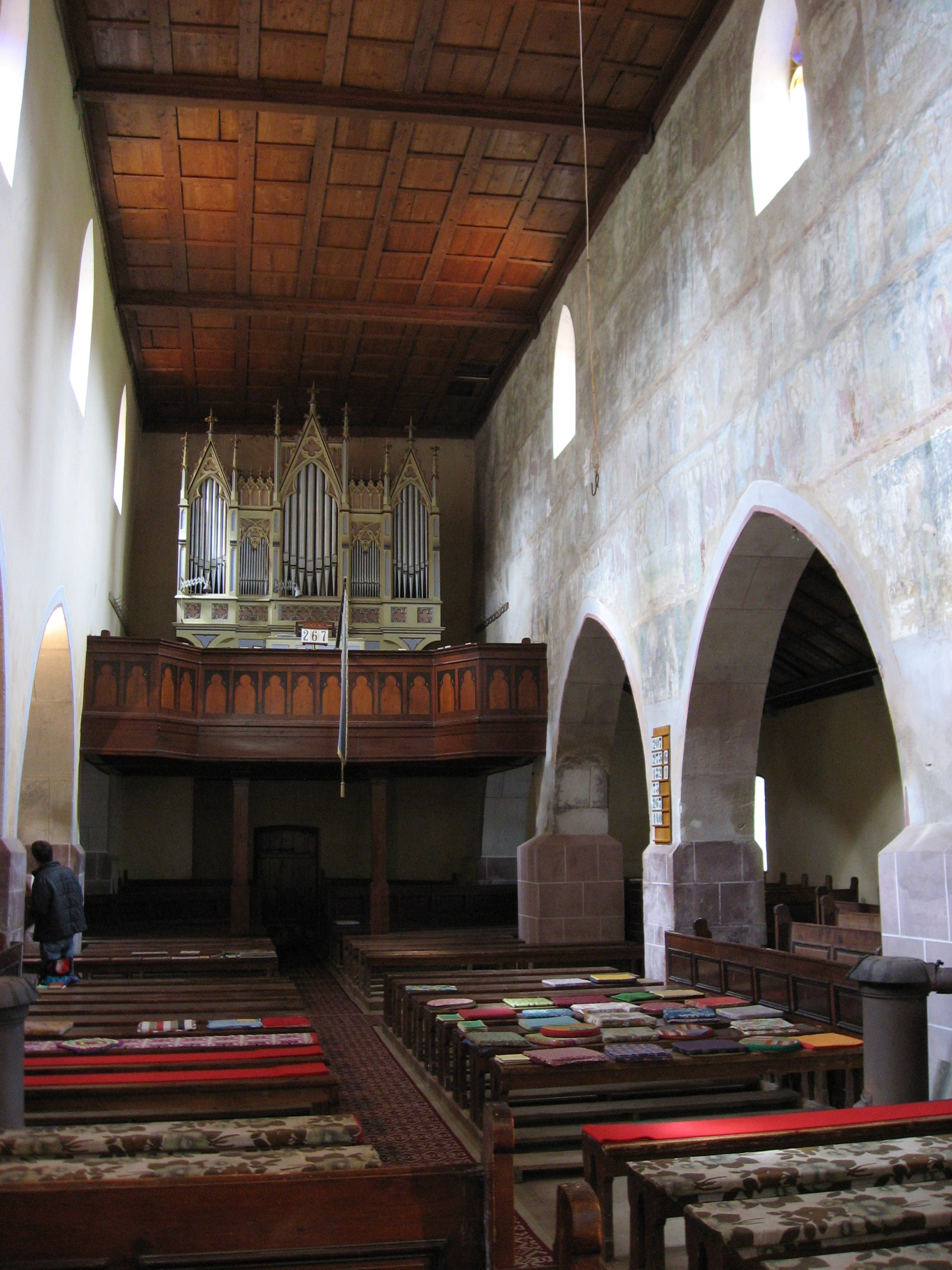

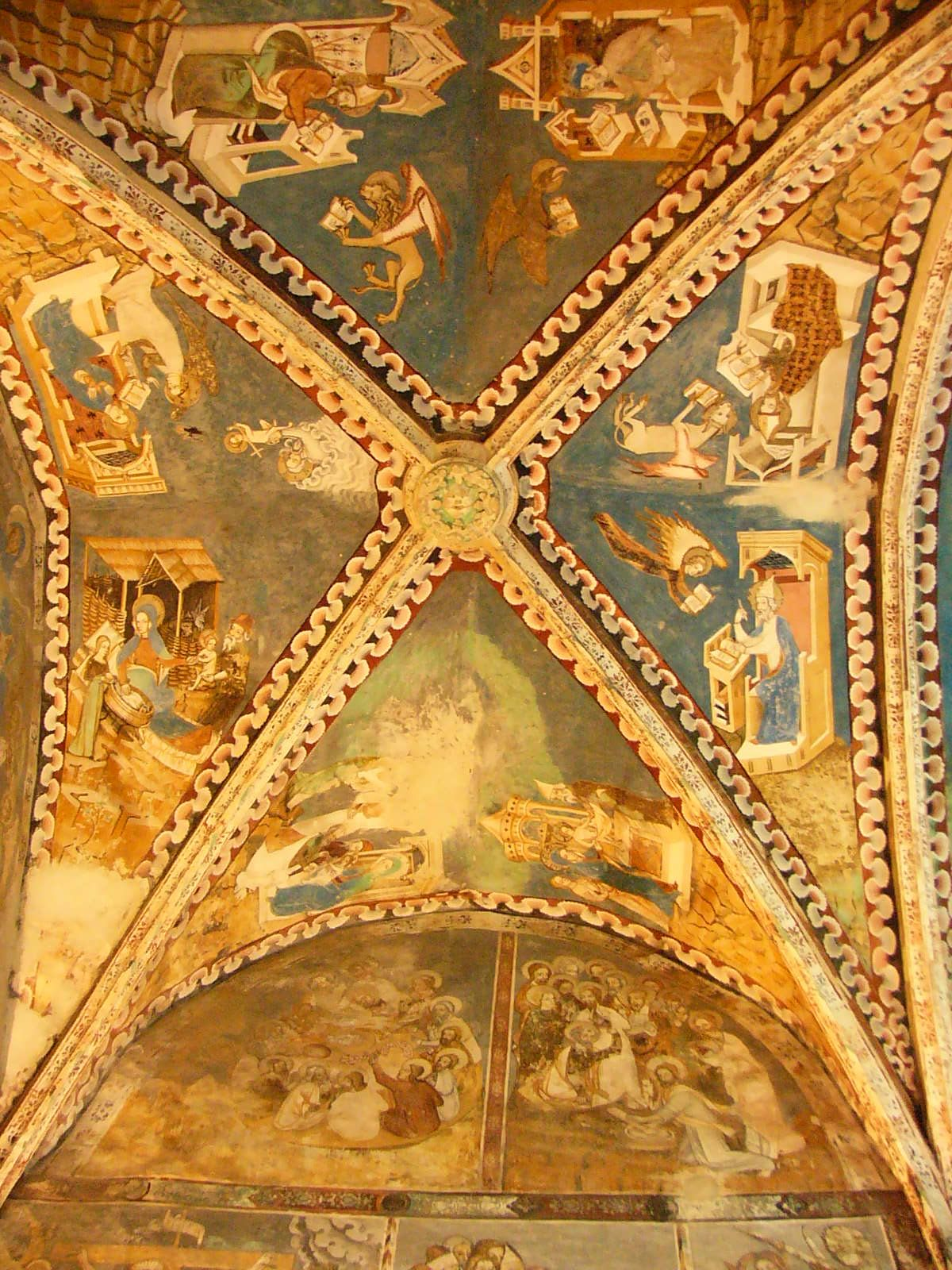
A szentélyboltozat freskói

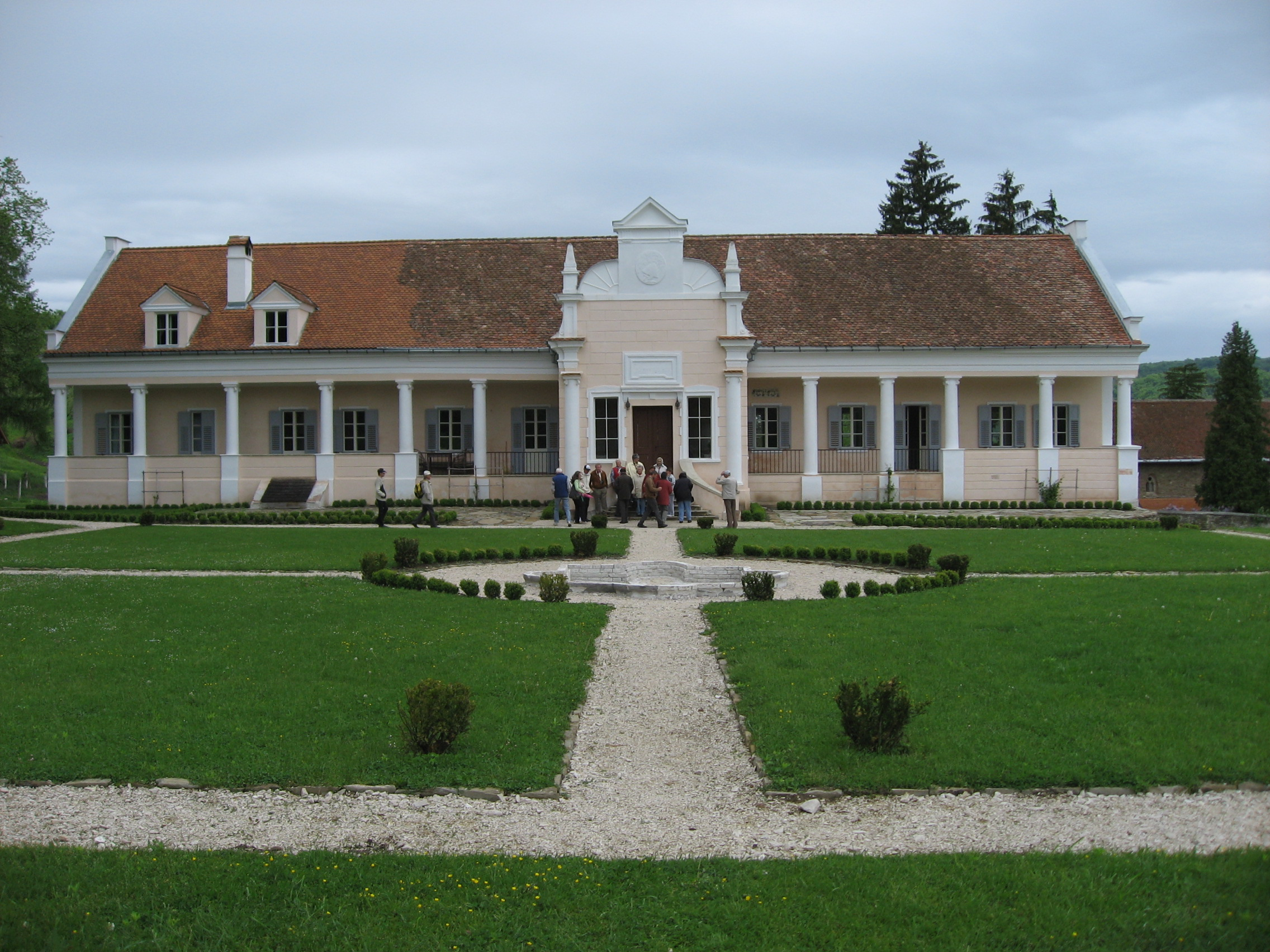
Apafi-kúria

## Látnivalók
- Evangélikus temploma eredetileg háromhajós román stílusú bazilikának épült. Nyugati kapuzata és valószínűleg a nyugati oldalon épült harangtorony is a 14. század második felére datálható. A kapuzat legközelebbi párhuzama a prágai Nagy Károly-templom 1360-ban épült északi portáléja. Szentélyét 1404 előtt az internacionális gótika stílusában átépítették, kőfaragásokkal, szobrokkal és festményekkel borították. (Két fülkében egy-egy szobor állt benne, de egyik sem maradt fenn.) Apafi Miklós 1424-ben búcsúengedélyt kapott egy Szent Vér-kápolna építésére Almakeréken, ez talán a templom mai szentélyére vonatkozik. (A templomot magát Szűz Mária tiszteletére szentelték.) Felújítása 1914 és 1916 között Möller István vezetésével kezdődött, majd 1924–25-ben újabb átalakításokat végeztek rajta. Möller a mellékhajók mennyezetét újjal cserélte föl, új ablakkereteket készített és eredeti kövek felhasználásával a déli és az északi oldalon új kapuzatokat emelt. A templom három harangja közül az egyiket a 13–14. században, a másikat 14. század végén, a harmadikat 1440-ben öntötték. Erődfalát egykor három négyzet alapú torony is védte, melyek nem maradtak fenn.

Szárnyas oltára a legkorábbi, mai is a helyén álló erdélyi szárnyas oltár. A 15. század közepén keletkezett és stiláris alapon Michael Wolgemut nürnbergi műhelyéhez köthető. A nyitott oltár középső képén Szűz Mária lábánál a valószínű donátorok, Apafi Mihály és felesége, Klára térdelnek védőszentjeik kíséretében. A középső kép körül a négy Virgines Capitales, Alexandriai Szent Katalin, Szent Borbála, Szent Margit és Szent Ágnes látható. A kinyitható táblák belső és külső oldalán Mária életének jelenetei sorakoznak: Krisztus születése, a napkeleti bölcsek imádása, Mária halála és feltámadása, az angyali üdvözlet, Jézus körülmetélése, a vizitáció és Jézus bemutatása a templomban. A hétköznapi oldal két szélét Szent Mihály és Szent György igen karakteres ábrázolása vigyázza. A láthatóan későbbi, valószínűleg 16. századi eredetű predella Vir dolorum-ábrázolása felett, a bal oldalon az Apafiak címere látható.
A főhajó északi falának al secco technikával készült festését 1914-ben tárták föl a mészréteg alól és tisztították ki. A képsorozat a 14. század közepén készült, hasonló narratív képsorozatokat Erdélyben a homoródi, a bögözi és a homoróddaróci templomban találunk. A felső sávok képeit a művész nagyobbra festette, mint az alsóbbakat. A felső sáv teteje elpusztult, amikor 1792-ben új, alacsonyabb mennyezetet építettek. Az ábrázolt jelenetek:
- A felső sorban, balról jobbra: a világ teremtésének négy fejezete, Éva teremtése, Ádám és Éva a paradicsomban, bűnbeesés, kiűzetés a paradicsomból, Ádám és Éva földet művel, Ábel áldozata, Káin megöli Ábelt.
- A második sorban, jobbról balra: a Szentháromság (kerek képkivágásban), Angyali Üdvözlet, a napkeleti bölcsek imádása, Heródes parancsa, az aprószentek lemészárlása, menekülés Egyiptomba, Jézus bemutatása a templomban.
- A harmadik sorban, balról jobbra: Jézus elfogatása, Jézus Annás előtt, Jézus Kajafás előtt, Jézus megostorozása, Jézus a nagytanács előtt, tövissel koronázás, Ecce homo, keresztút, a kereszt felállítása, Jézus a kereszten, Longinus lándzsája.
- A negyedik sorban, jobbról balra: levétel a Keresztről, Krisztus siratása, sírbatétel, feltámadás, Noli me tangere, hitetlen Tamás, mennybemenetel, egy angyal és egy szent, a szent mártíriuma. Középen Mária halála (Koimészisz) és Mária mennybevétele.
- Az ötödik sorban, balról jobbra: Keresztelő Szent János és Alexandriai Szent Katalin, Szent Katalin lelkiatyjával (?) és Szent Antal megkísértése (?).

A boltozat és a szentélyfalak freskói az internacionális gótika stílusában készültek, 1404 előtt. A szentélyboltozat két részre oszlik. Északkeleti részének öt szelvényén, égszínkék háttér előtt a tíz mártír szűz trónol, míg délnyugati részén Jézus gyermekkorának jelenetei láthatók: az Angyali üdvözlet, Jézus születése, a napkeleti bölcsek imádása és Jézus bemutatása a templomban. A kórus keresztboltozatára a négy nagy egyháztanító és a négy evangélista képét festették, a diadalív belső oldalát a Köpenyes Madonna, két oldalán Péter és Pál apostollal, a lunettákat Jónás (a cethallal), Szent György (a sárkánnyal), Mihály arkangyal és Szent Lőrinc díszítik. A szentély déli falán női és férfi szentek láthatók, az északi falon pedig a Szenvedéstörténet fejezetei láthatók: lábmosás, az utolsó vacsora, Jézus az Olajfák hegyén, Jézus elfogatása, Jézus Annás és Kajafás előtt, tövissel koronázás, megostorozás, a kereszt hordozása, keresztrefeszítés, Júdás árulása, Júdás halála és Vir dolorum.
- A volt Apafi-kúria eredeti formájában a 16. század végén – a 17. század elején épült. Kezdetben kétszer három sejtes épület lehetett felvonóhíddal. Átépítése talán már 1635 előtt, Apafi György idején elkezdődött, de 1651 után bizonyosan zajlott. I. Apafi Mihály és felesége, Bornemissza Anna 1679 előtt három helyiséget épített hozzá. A Bethlen család 1830-ban klasszicista stílusban átalakította, később azonban romba dőlt. 1908-ban hozták helyre. 1918-ban a falu evangélikus egyházközsége vette meg. Kezdetben a felújítás alatt álló templom helyett imaházként használták, majd községháza és óvoda, a kommunizmus alatt pedig kultúrház működött benne. 2002–2007-ben a Mihai Eminescu Trust újíttatta föl panzióként.[7] Cristi Puiu itt forgatta a 2020-ban bemutatott, Malmkrog című filmet.
- Római katolikus temploma 1865-ben épült.[8]

## Képek

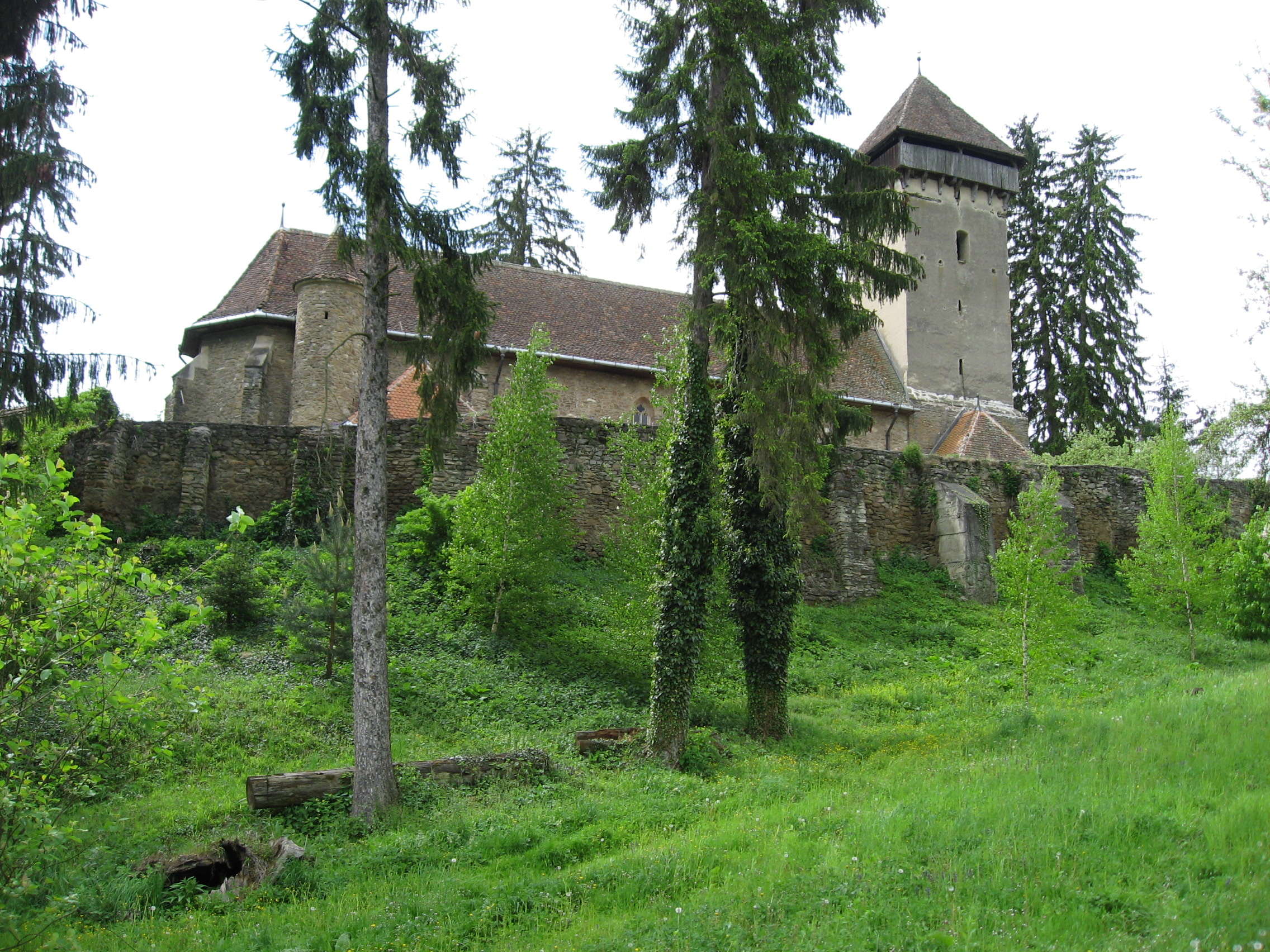
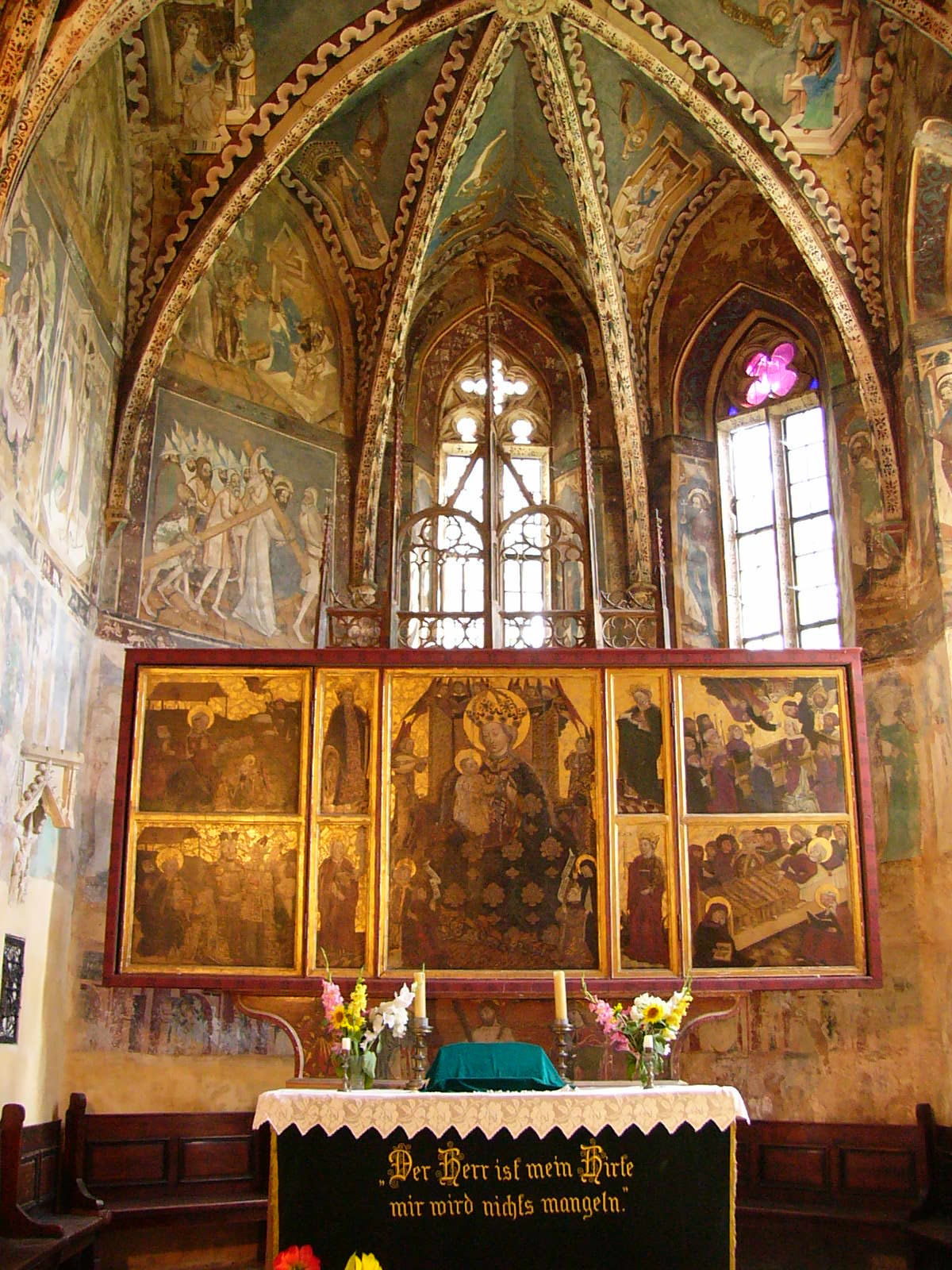
A nyitott szárnyasoltár
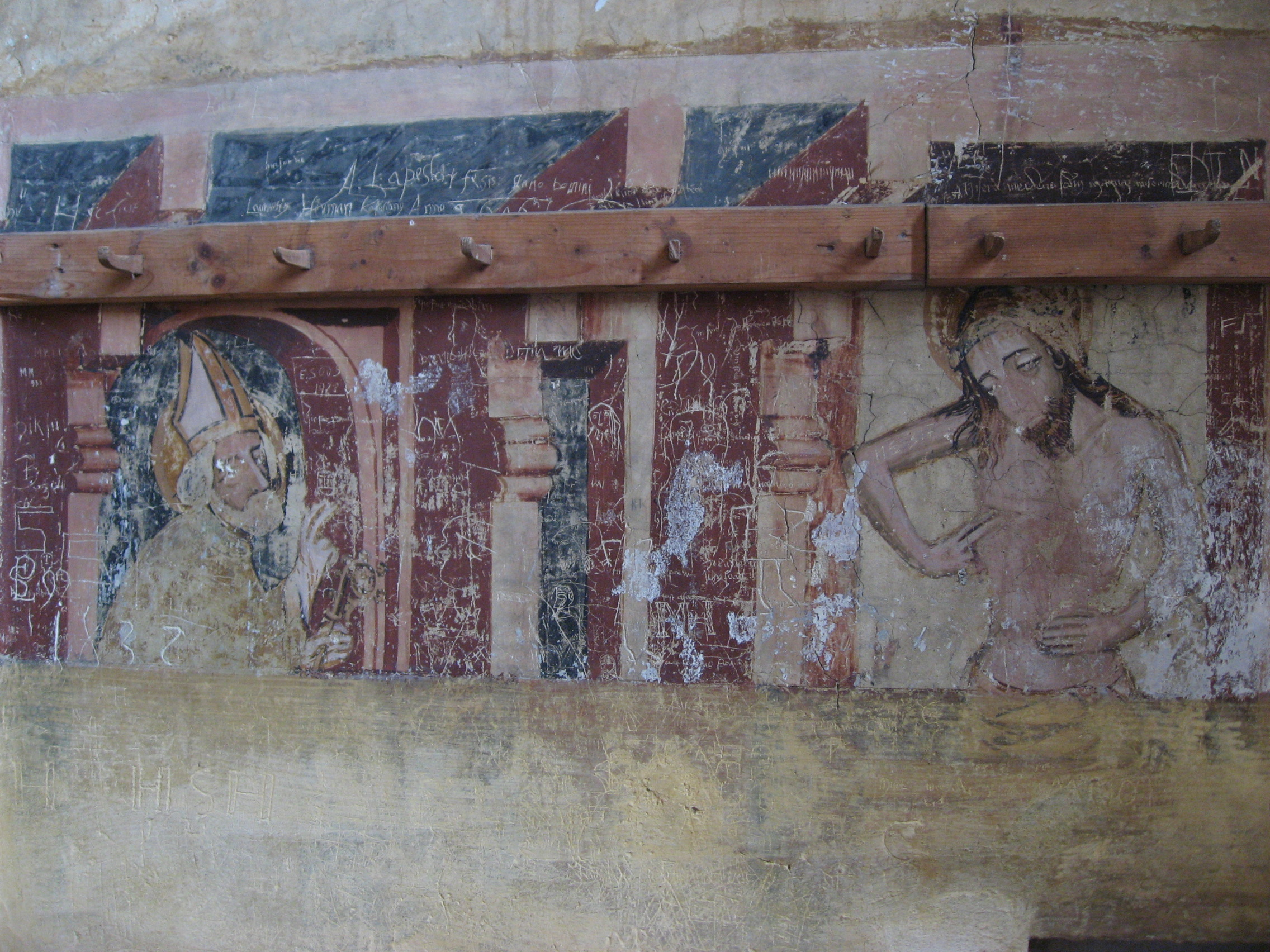
Vir dolorum egy püspök szenttel
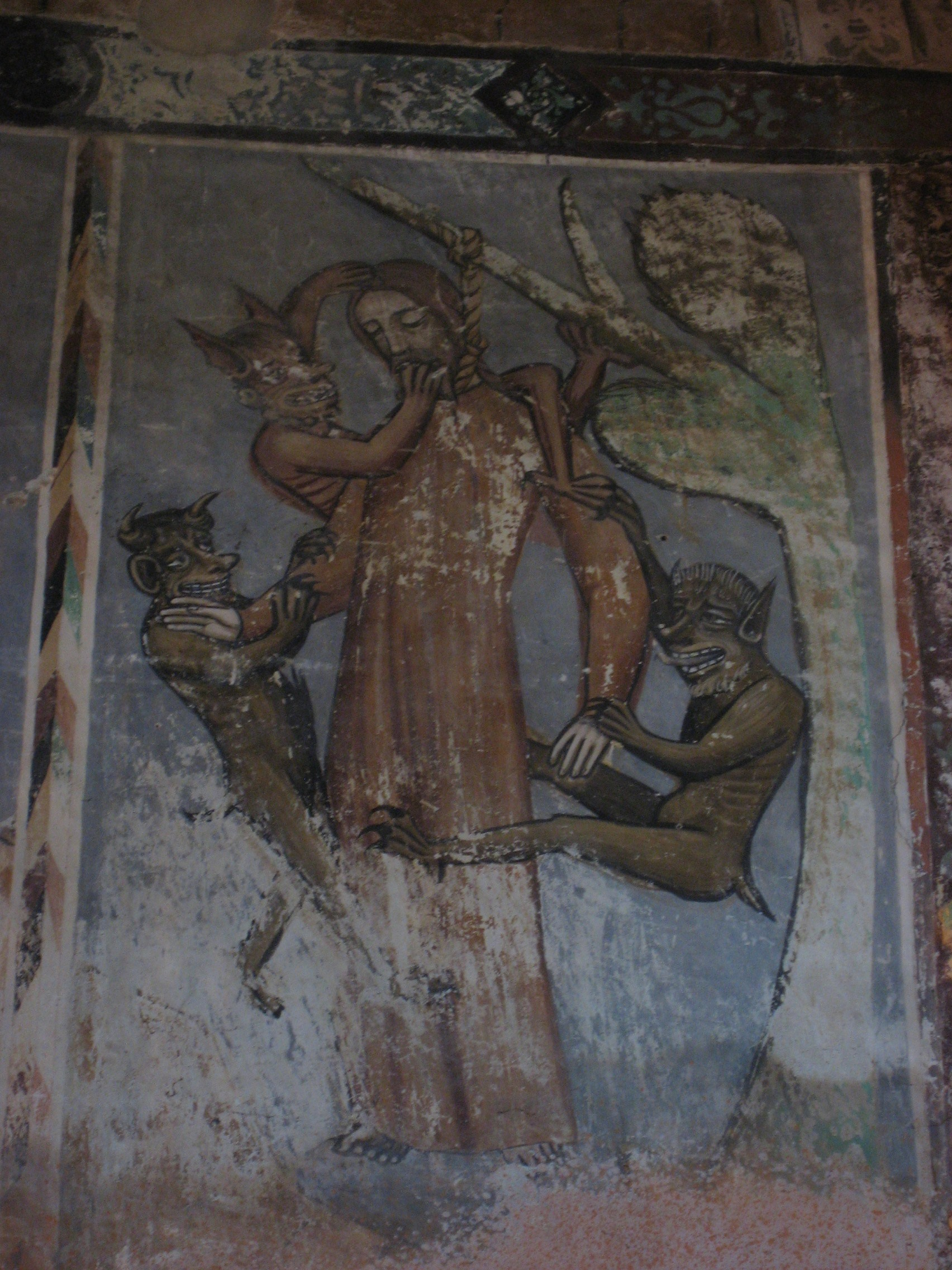
Júdás öngyilkossága a szentély északi falán
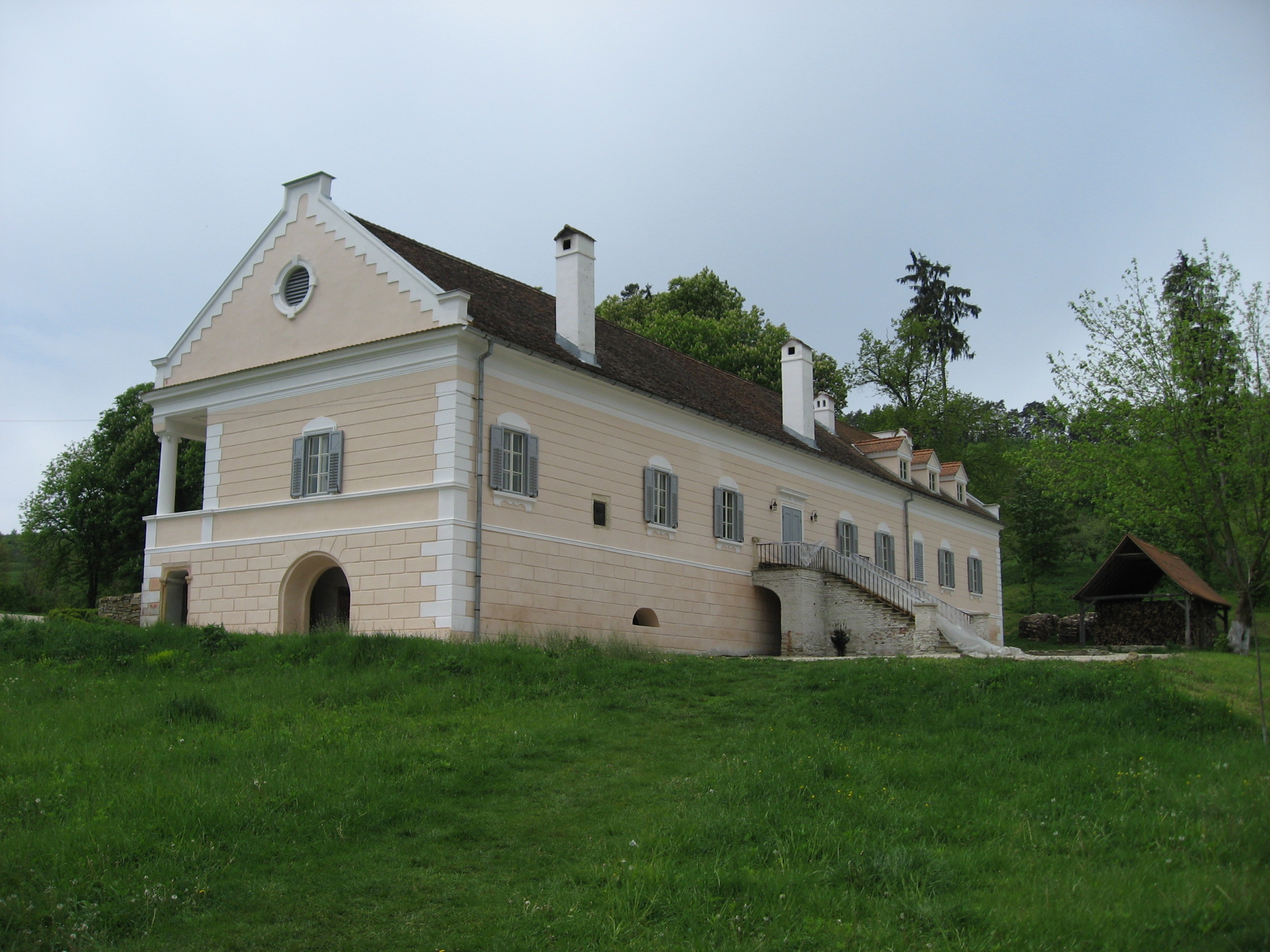